# The Paper Kites
The Paper Kites é uma banda australiana de indie rock e folk formada em 2010 na cidade de Melbourne. A banda compreende os músicos Sam Bentley, Christina Lacy, Dave Powys, Josh Bentley e Sam Rasmussen. Eles já lançaram quatro álbuns de estúdio e dois extended plays (EPs).

## Carreira

### 2009–11: Formação eWoodland
Antes da formação da banda, os cinco músicos eram amigos próximos. No colegial, Sam Bentley e Christina Lacy começaram a escrever canções e tocar música juntos. Eles tiveram alguma notoriedade tocando em sua cidade natal, Melbourne. Em 2010, Bentley e Lacy expandiram a banda quando a ela se juntaram Sam Rasmussen, David Powys e Josh Bentley. A primeira gravação demo da banda foi feita por Sam em sua casa e por Rasmussen em sua universidade. Por um pedido de seus amigos, eles fizeram EPs caseiros para vender em suas apresentações em Melbourne. Em 2010, lançaram seu primeiro single, "Bloom", e atraíram certa atenção da mídia local.

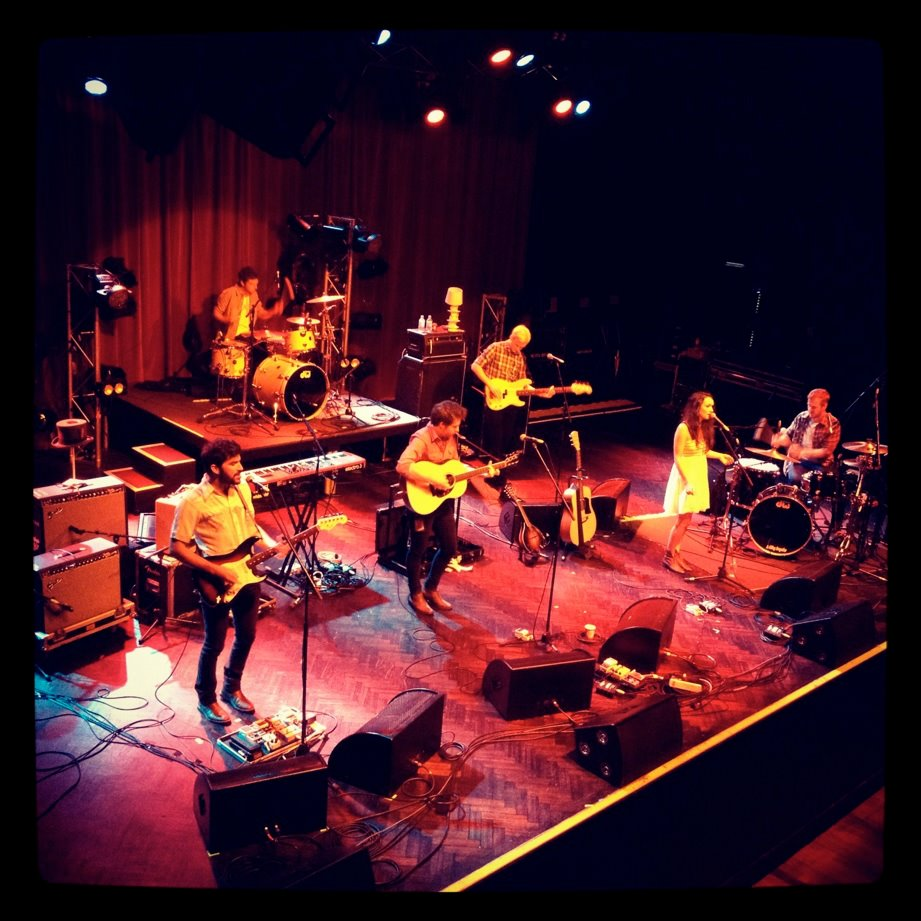
The Paper Kites tocando no The Palace Theatre, em Melbourne, novembro de 2011

A canção e seu videoclipe foram lançados na internet e gradualmente cresceram em popularidade. Bentley comentou, "Foi uma progressão bastante estável de boca em boca, amigos contando a seus amigos e assim por diante. Não foi um tipo de coisa viral, foi uma construção realmente natural de pessoas compartilhando nossa música." Com o sucesso de "Bloom", a demanda e público de seus shows aumentaram e eles fizeram apresentações na Austrália e Nova Zelândia. O grupo também fez shows de abertura para a banda Hungry Kids of Hungary e o cantor Passenger. Eles continuaram a fazer turnês conjuntas com Passenger posteriormente.
A banda então começou a escrever canções para o que se tornaria seu primeiro EP, Woodland, que foi gravado no início de 2011 com Tim Johnston, um dos antigos professores de Rasmussen na universidade. O site AllMusic afirmou que, no EP, eles mostraram uma "fusão intimista e harmônica" que culminou numa sonoridade "indie folk-pop acústica." O primeiro single do projeto, "Featherstone", foi lançado em junho de 2011, e o EP em agosto. "Featherstone" foi posteriormente incluída na trilha sonora da oitava temporada da série de televisão norte-americana Grey's Anatomy. A banda então conheceu o agente Stephen Wade (fundador da Select Music), que se impressionou ao assistir um show deles no The Corner Hotel, em Melbourne. Wade os apresentou aos empresários Gregg Donovan e Stuart MacQueen, que, depois de vê-los performar, ofereceram um contrato com a Wonderlick Entertainment. Logo após, o grupo foi convidado a sair em turnê nacional com Josh Pyke em setembro de 2011. Em novembro, eles abriram dezesseis shows para a banda Boy & Bear em sua turnê Moonfire. Em fevereiro de 2012, a banda realizou sua primeira turnê pela Austrália, onde tocaram em pequenos clubes.

### 2012–14:Young NortheStates

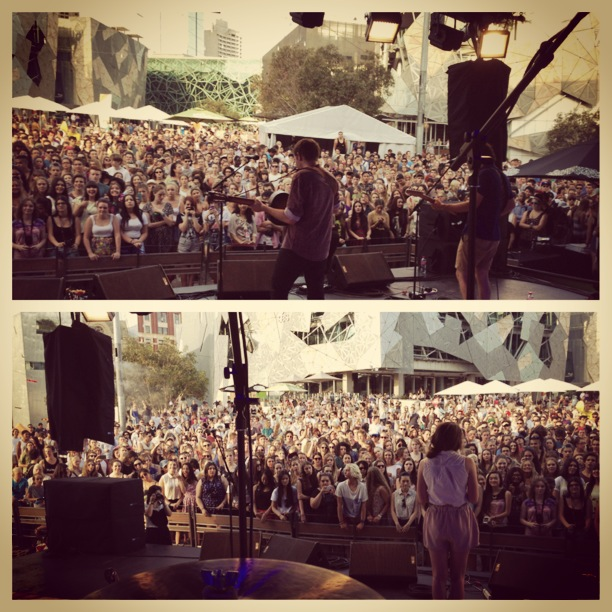
The Paper Kites tocando no Federation Square em Melbourne, janeiro de 2013

Em abril de 2012, a banda tinha trinta faixas demo não gravadas, e estavam prontos para começar a produção de um álbum completo. No entanto, eles preferiram lançar outro extended play (EP), por sentirem que fazer turnês e construir uma sonoridade para a banda seria mais benéfico antes de lançar seu álbum de estreia. Eles escolheram trabalhar com o engenheiro de som e produtor Wayne Connolly, e gravaram um EP com cinco canções em junho de 2012. Essa foi a primeira experiência da banda com um produtor musical. Bentley comentou o fato dizendo, "Trabalhar com Wayne foi muito diferente de como imaginávamos que seria trabalhar com um produtor. Ele foi muito paciente e ao mesmo tempo exigia o melhor de nós e soube como impulsionar nossas ideias." O título do EP, Young North, veio do título de duas canções que não entraram no projeto.
O primeiro single do EP, "A Maker of My Time", foi lançado em julho, enquanto o EP saiu em agosto. Em outubro, a banda deu início a uma turnê de treze datas pela Austrália, onde eles perceberam que seu público estava crescendo, e passaram a se apresentar em lugares de maior capacidade. Após a turnê do EP Young North, eles fizeram um pequeno circuito de shows de abertura para a banda britânica Bombay Bicycle Club, em janeiro de 2013.
The Paper Kites começou a gravar seu álbum de estreia, States, em fevereiro de 2013, colaborando novamente com o produtor Wayne Connolly. O álbum foi majoritariamente gravado no Sing Sing Studios, em Melbourne, e no Alberts Studios, em Sydney. Composto por 13 canções, States foi lançado em setembro de 2013 e sua turnê teve início no mês anterior. "St Clarity" foi lançada como primeiro single do álbum, que atingiu o pico de número 17 na parada de álbuns da Austrália. Matt Rowe, do The Morton Report, descreveu o álbum como "uma excelente fusão de folk rock com tons de country tradicional [...] uma experimentação prazerosa com instrumentos. A música é leve e atraente. Com excelentes estilos vocais de Sam Bentley e Christina Lacy, os The Paper Kites estão impressionando a sua base de fãs." Em outubro, eles fizeram a abertura de 13 shows do músico canadense Dallas Green (com seu projeto City and Colour) nos Estados Unidos. Eles então fizeram sua primeira turnê, como artistas principais, pela América do Norte, tocando em cidades dos Estados Unidos e Canadá. As turnês da banda continuaram por 2014.

### 2015–presente:twelvefour,On the Train Ride HomeeOn the Corner Where You Live
Seu segundo álbum de estúdio, twelvefour, foi lançado em agosto de 2015. Ele atingiu o top dez na Austrália e recebeu críticas positivas. O álbum foi gravado em Seattle e produzido por Phil Ek. As sessões de gravação foram feitas entre os estúdios Avast Recording Company e Hall of Justice. O projeto é um álbum conceitual cujas canções foram escritas entre a meia-noite e as quatro da madrugada, por isso seu título. twelvefour gerou os singles "Electric Indigo", "Revelator Eyes", "Renegade" e "Too Late". Um documentário sobre a produção do álbum foi dirigido por Matthew J Cox. Em janeiro de 2017, eles lançaram um EP com duas faixas que ficaram de fora do álbum twelvefour, intitulado twelvefour: outtakes. Em março, deram início a uma turnê pela América do Norte em parceria com o cantor Passenger.
Em abril de 2018, a banda lançou seu terceiro álbum de estúdio, On the Train Ride Home, composto por oito faixas e de sonoridade predominantemente acústica. A canção-título foi lançada como single. O álbum seguinte, intitulado On the Corner Where You Live, foi lançado em setembro e atingiu o pico de número 48 no chart de álbuns da Austrália. O álbum gerou singles como "Deep Burn Blue", "Does It Ever Cross Your Mind" e "Give Me Your Fire, Give Me Your Rain". Escrevendo para a ABC, Al Newstead fez uma crítica positiva ao álbum e disse que nele a banda mostra "um som nostálgico" que remete à década de 1980, porém, evitando "os excessos e artifícios típicos da época", criando uma "música rica em calor e humanidade." Em 2019, o álbum foi indicado ao ARIA Music Awards na categoria Best Adult Contemporary Album. A turnê Where You Live teve início em fevereiro de 2019.

## Integrantes
- Sam Bentley: voz, guitarra, teclado (2009–presente)
- Christina Lacy: voz, guitarra, teclado (2009–presente)
- David Powys: voz, guitarra, banjo, guitarra havaiana (2010–presente)
- Josh Bentley: bateria, percussão (2010–presente)
- Sam Rasmussen: baixo, sintetizador (2010–presente)

## Discografia
| Álbuns de estúdio - States (2013) - twelvefour (2015) - On the Train Ride Home (2018) - On the Corner Where You Live (2018) | Extended plays (EPs) - Woodland (2011) - Young North (2012) |